# Mercado São Pedro
Mercado São Pedro, tradicional mercado público municipal de peixes e frutos-do-mar da cidade de Niterói. Localizado no bairro da Ponta d'Areia e vizinho do Centro de Niterói e do Caminho Niemeyer, a cinco minutos de carro da Ponte Rio-Niterói e a dez minutos a pé da estação das Barcas. Criado em meados do século XIX, o Mercado São Pedro, além de referência turística e gastronômica, é atualmente o maior mercado de pescado no Estado do Rio de Janeiro.
São dois andares, cujo primeiro abrigam 39 boxes para comércio in natura de peixes e frutos-do-mar, e um segundo andar com bares e restaurantes.
O mercado é um dos centros de pescado mais populares do Estado do Rio. Milhares de pessoas circulam por suas dependências todos os meses - donas de casa, proprietários chefs de grandes restaurantes da região e do país – consumindo os diversos tipos de pescado que são provenientes, em sua maioria, da Região dos Lagos.

## História

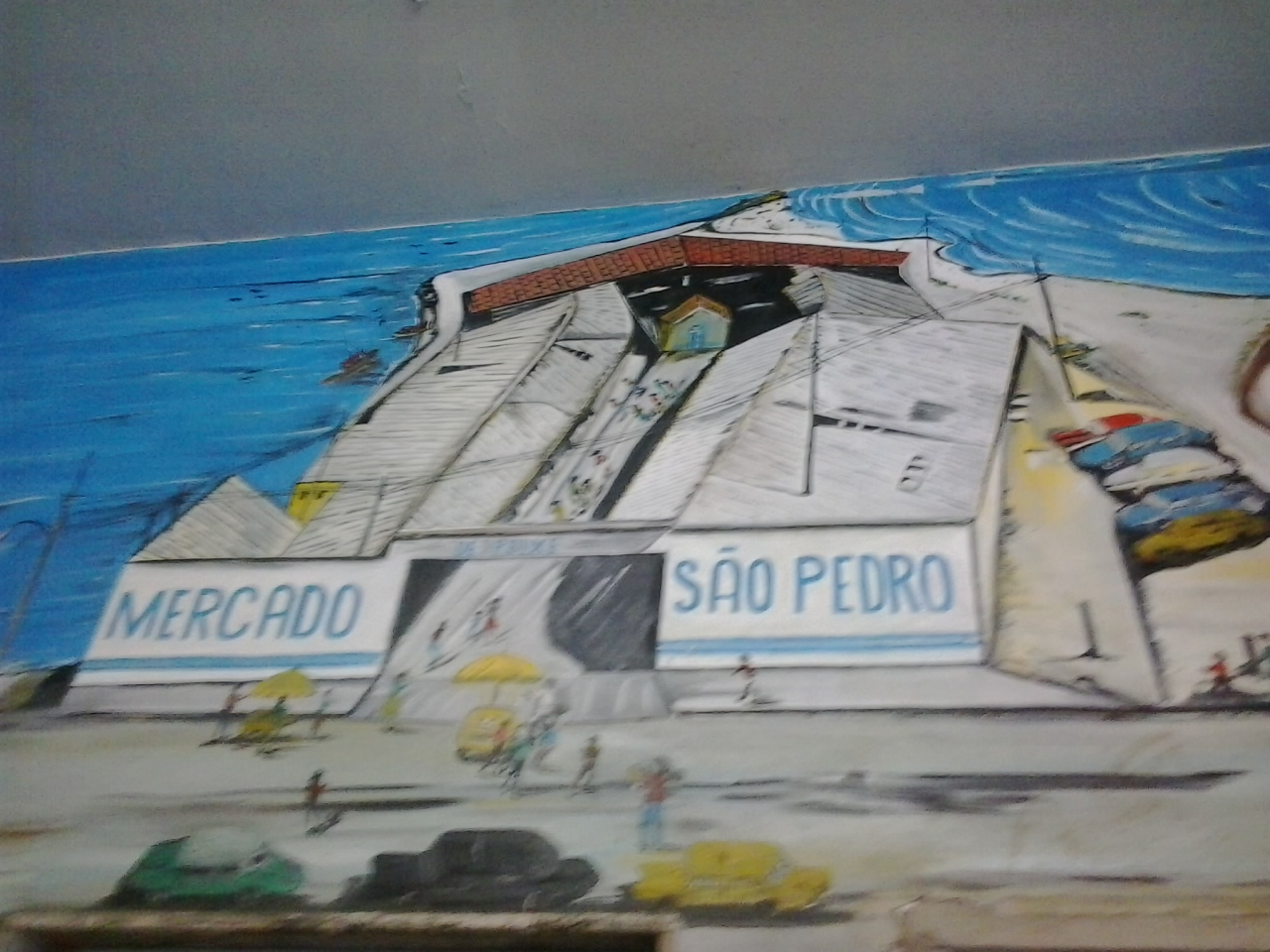
Mural no 2° andar do Mercado São Pedro que mostra o antigo mercado ainda à beira mar, antes do Aterro da Praia Grande.

O Mercado São Pedro inicialmente localizava-se na Rua Visconde de Rio Branco, na época chamada de Rua da Praia porque até lá chegavam as águas da Baía de Guanabara, antes do aterro, sua estrutura era toda feita em madeira e suas dependências estendiam-se mar adentro sobre um cais flutuante.
Com o início da aterramento da orla do Centro de Niterói no início da década de 1970 esse edifício foi desativado e o mercado mudou-se para o seu atual endereço na Ponta D’Areia.
Os visitantes do atual mercado podem ver no 2º andar em um mural artístico com a paisagem do Centro de Niterói e do antigo mercado antes do aterro.

## Perfil

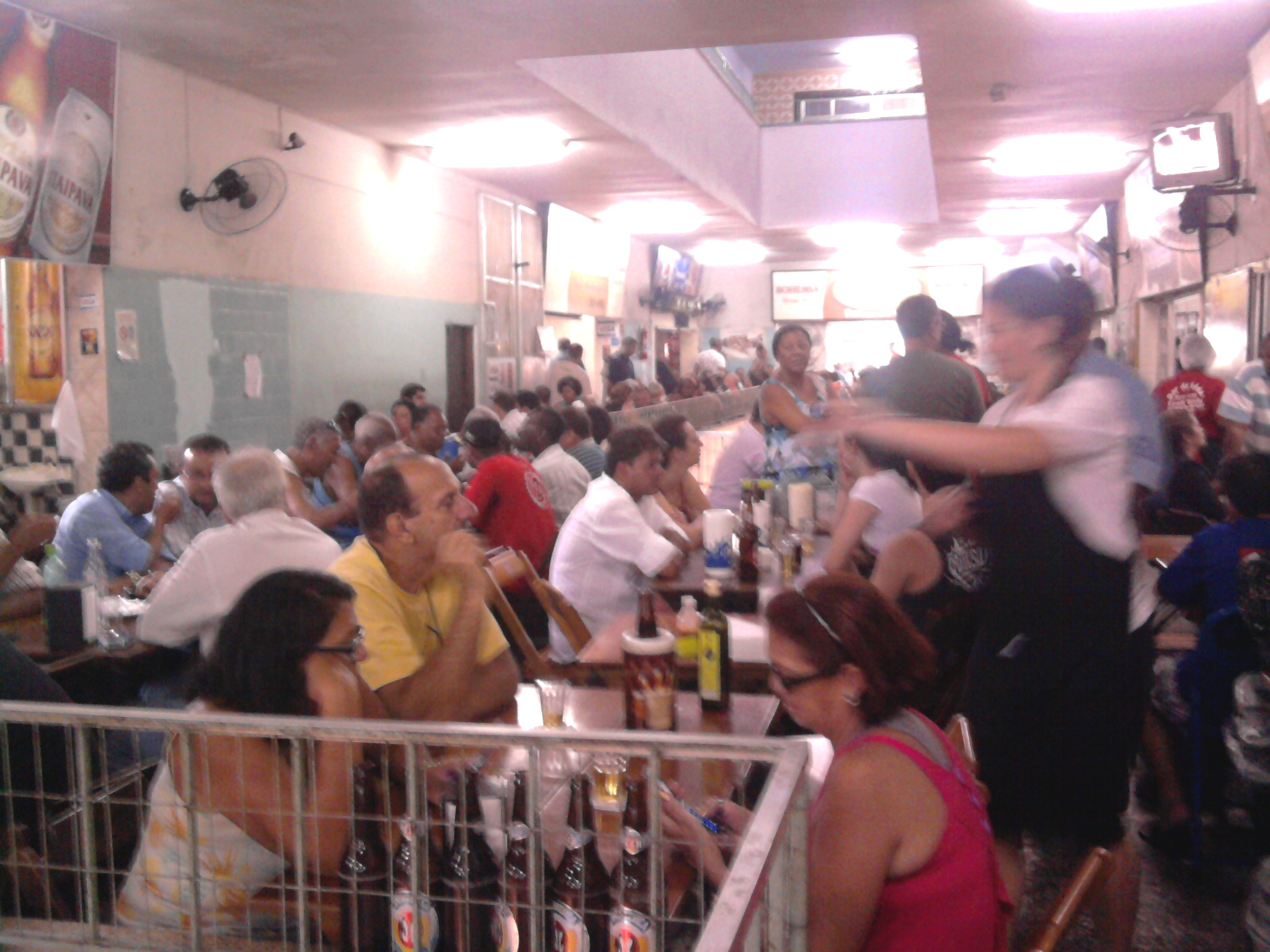
Restaurantes e bares no segundo andar.

Em seus 39 boxes, o mercado comercializa, semanalmente, cerca de 60 toneladas de pescado. Na Semana Santa, devido à tradição católica de abster-se de carnes vermelhas na Sexta-Feira da Paixão, as vendas sobem 200%.
Diariamente, são cerca de 1.000 pessoas circulando por seus corredores. Por semana, passam por lá de 4.000 a 5.000 pessoas, que compram 30 toneladas de peixes e frutos do mar, sendo 80% da clientela da cidade do Rio de Janeiro.
Além dos boxes, há ainda sete ambientes divididos em restaurantes, mercearias, quiosques e lojas de conveniência, no segundo andar do prédio. Ao todo, são 300 empregos diretos com boxes e restaurantes.

## Festa de São Pedro
Tradicionalmente ocorre no mercado missa e festa no dia 29 de junho em comemoração ao padroeiro dos pescadores, São Pedro.